# 鞏金甌
鞏金甌（きょうきんおう）とは清が定めた、中国の歴史上初めての正式な国歌である。中国の伝統的な旋律を用いて近衛兵高官の宗室溥侗が作曲し、文語で韻を踏んだ歌詞は厳復が作詞した。

## 概要
『鞏金甌』が正式に国歌として採用される以前にも、外交儀礼上、国歌が必要とされる局面はしばしば訪れた。その際は、『普天楽』や『李中堂楽』など昔からある古曲が、国歌に見立てて演奏されていた。
国歌制定の動きは、駐英大使の任にあたっていた曽紀沢が、欧州諸国において儀礼に際し自国の国歌を演奏する習慣があることに感動し、「国楽草案」を奏上したことに始まる。しかし、この時は認可されなかった。清国内で対外儀礼が増えるにしたがって、国歌ないしはそれに準じる楽曲の必要性は高まっていったのだが、正式な国歌はなかなか制定されず、新生陸軍の軍歌である『頌竜旗』が国歌に代わって演奏されたりした。

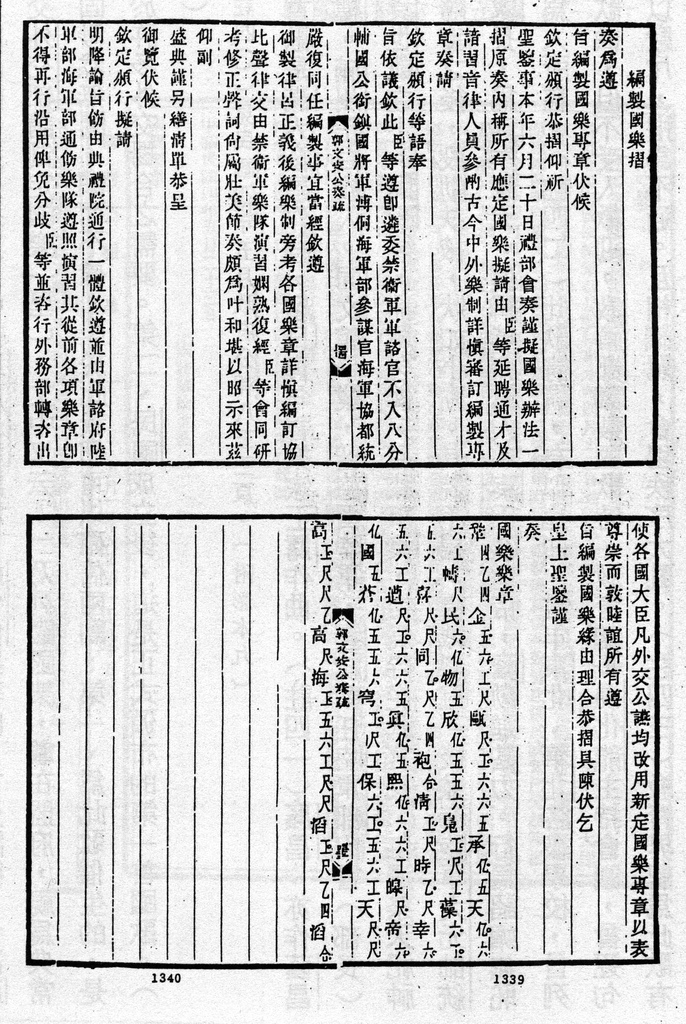
鞏金甌の奏摺工尺譜

宣統三年（1911年）10月4日、『鞏金甌』がようやく清国政府によって正式な国歌に採用されたが、そのわずか六日後に武昌蜂起が発生し、辛亥革命が勃発。翌年には宣統帝の退位により、清朝自体が崩壊した。『鞏金甌』は国歌として制定されてから一年と経たずして、その役目を終えることとなった。

## 歌詞
| 原文                                                                     | 拼音 | 訓読 |
| 鞏金甌 承天幬 民物欣鳧藻 喜同袍 清時幸遭 真熙皞 帝國蒼穹保 天高高 海滔滔 | Gǒng Jīn'ōu Chéng tiān dào, Mínwù xīn fúzǎo, Xǐ tóng páo, Qīng shí xìngzāo. Zhēn xī hào, Dìguó cāngqióng bǎo. Tiān gāogāo, Hǎi tāotāo. | 金甌を鞏（）め 天幬（）を承（）け 民物鳧藻（）を欣（）し 同袍喜びて 清時幸遭（）す 真に熙皞（）たり 帝国蒼穹（）を保たん 天高高（）と 海滔滔（）と |

## 大意
厳復自身による英訳。
Firm and Stable be the "golden cup" (which means the empire) domed by the Celestial concave. In it men and things happily prosper. Glad are we who live in the time of Purity. May Heaven protect and secure us from enemies and help us to reach the truly golden age! Oh! The Blue firmament is infinitely high and the seas flow everlastingly.
（日本語）天球に覆われし黄金の甌（）（帝国の意）よ強固たれ。その内の人と物に幸いと栄えあれ。喜ばしきは清らかなる世に生きる我らが生。天よ我らを守り敵より遠ざけ真なる黄金の時へと導きたまえ！ おお！ 青空は果てしなく広がりて海原はどこまでも波打たん。